# قائمة صحف السودان
قائمة تشمل إنواع مختلفة من الصحف اليومية والإلكترونية والمتخصصة بالسودان، يصدر بعضها باللغة الإنجليزية ومعظمها باللغة العربية.
| رقم | الموقع الألكتروني                                                            | اسم الصحيفة       |
| --- | ---------------------------------------------------------------------------- | ----------------- |
| 1   | https://sudaray.com                                                          | الرأي السوداني    |
| 2   | http://www.alsudani.sd/news/ نسخة محفوظة 31 مايو 2012 على موقع واي باك مشين. | السوداني          |
| 3   | http://www.cover-sd.com                                                      | كفر ووتر الرياضية |
| 4   | https://sudafoot.com                                                         | سودافووت          |